# والتر سكولار
والتر سكولار محرك طائرة شعاعي تشيكوسلوفاكي مكون من 9 أسطوانات ويُبرد بالهواء.

استُخدم المحرك لتشغيل الطائرات الخفيفة التي عملت لأول مرة في عام 1936. بلغت سعة المحرك 8 لتر، وأنتج قدرة 180 حصان (132 كيلو وات) عند 2500 دورة/دقيقة.

## التطبيقات
استُخدم المحرك في طائرة بينيه-مراز بيتا-سكولار.

## محركات معروضة
يُعرض نموذج من محرك والتر سكولار للعامة في المتاحف التالية:
- متحف ليتيكتفا في كوشيتسه.
- متحف طيران براج.

## المواصفات (سكولار)

### مواصفات عامة
- النوع: محرك طائرة شعاعي مكون من 9 أسطوانات ويُبرد بالهواء.
- قطر الأسطوانة: 105 مم.
- الشوط: 100 مم.
- السعة: 7.8 لتر.
- الوزن الصافي: 155 كجم.

### المكونات
- سلسة صمامات: صمام دخول وصمام عادم لكل أسطوانة.
- نظام الوقود: مكربن.
- نوع الوقود: بنزين.
- نظام التبريد: تبريد بالهواء.

### الأداء
- القدرة الناتجة: 180 حصان (132 كيلو وات) عند 2500 دورة/دقيقة.
- نسبة الانضغاط: 1:5.4
- نسبة القدرة إلى الوزن: 0.52 حصان/باوند (0.85 كيلو وات/كجم).

## مزيد من القراءة
- Gunston, Bill. World Encyclopedia of Aero Engines. Cambridge, England. Patrick Stephens Limited, 1989. ISBN 1-85260-163-9